# Michael Young (judoka)
Michael Young (ur. 26 marca 1958) – australijski judoka. Dwukrotny olimpijczyk. Zajął trzynaste miejsce w Moskwie 1980 i dziewiętnaste w Los Angeles 1984. Walczył w wadze półłekkiej i lekkiej.
Uczestnik mistrzostwach świata w 1979, 1981 i 1983. Mistrz Oceanii w 1985. Mistrz Australii w latach 1977, 1979-1981, 1983 i 1984.

## Letnie Igrzyska Olimpijskie 1980
| Konkurencja | Eliminacje             | Eliminacje               | Klas. końcowa |
| Konkurencja | Przeciwnik I           | Przeciwnik II            | Miejsce       |
| ----------- | ---------------------- | ------------------------ | ------------- |
| 65 kg       | Francis Mwahza (ZAM) Z | Torsten Reißmann (GDR) P | 13.           |

## Letnie Igrzyska Olimpijskie 1984
| Konkurencja | Eliminacje             | Klas. końcowa |
| Konkurencja | Przeciwnik I           | Miejsce       |
| ----------- | ---------------------- | ------------- |
| 71 kg       | Liaw Der-cheng (TPE) P | 19.           |